# كارلو كاتانيو
كارلو كاتانيو (بالإيطالية: Carlo Cattaneo)‏ هو رياضياتي إيطالي، ولد في 31 أكتوبر 1911 في سان جورجو بياتشنتينو في إيطاليا، وتوفي في 7 مارس 1979 في روما في إيطاليا.